# Emirat Północnokaukaski
Emirat Północnokaukaski (ros. Северо-Кавказский Эмират) – islamski organizm państwowy na północnym Kaukazie w latach 1919–1920.

## Historia
Od połowy 1918 r. w Czeczenii walkę przeciwko białogwardzistom prowadził szejk Uzun-Chadżi, wyznający idee panislamizmu. Na czele niedużego oddziału górali kaukaskich zajął on auł Wiedeno, po czym ogłosił świętą wojnę przeciwko wojskom gen. Antona I. Denikina. We wrześniu do Wiedeno przybył książę Inałuk Arsanukajew-Dyszninski, który przedstawił pismo rzekomo od sułtana tureckiego. Po konsultacjach ze swoimi zwolennikami Uzun-Chadżi ogłosił utworzenie Emiratu Północnokaukaskiego jako islamskiej monarchii z obowiązującym prawem religijnym szariatu. Sam przyjął tytuł Jego Wysokości Imama i Emira Emiratu Północnokaukaskiego Szejka Uzun Chair Chadżi Chana. Powstał też rząd na czele z wielkim wezyrem ks. I. Arsanukajewem-Dyszninskim. W skład rządu wchodzili:
- minister dworu – Kaim-Chani,
- minister spraw zagranicznych – ks. I. Arsanukajew-Dyszninski,
- minister zaopatrzenia, handlu i przemysłu – Mahomed Chanchojew,
- minister rolnictwa i mienia państwowego – Szita Istamułow,
- minister informacji, poczty i telegrafu – Kusi Bajczalejew,
- minister spraw wewnętrznych – Chabale Ż. Biesłeniejew (bolszewik),
- minister sprawiedliwości i oświecenia – ks. I. Arsanukajew-Dyszninski.

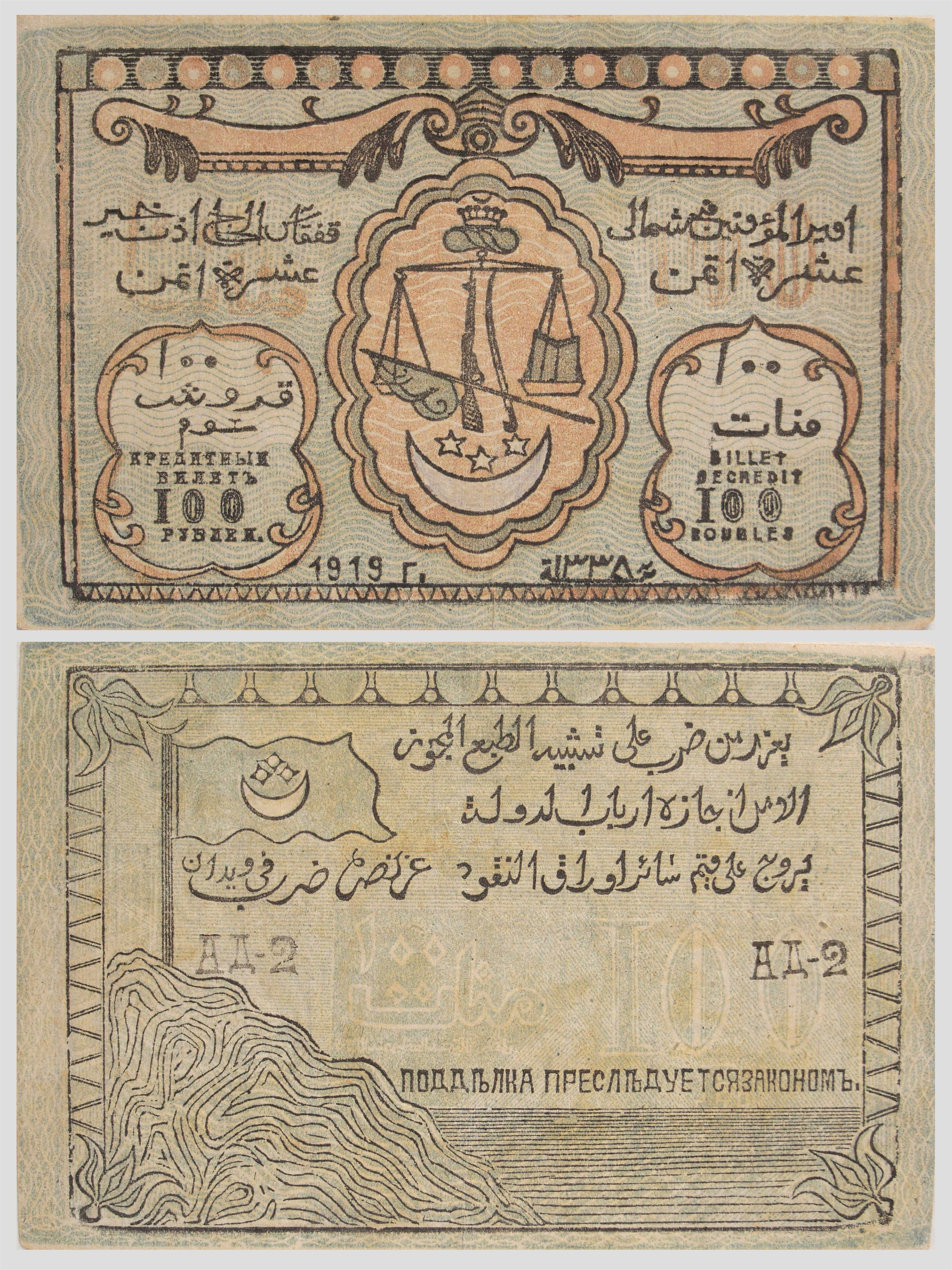
Banknot 100 rubli Emiratu

Książę I. Arsanukajew-Dyszninski jednocześnie pełnił funkcję głównodowodzącego siłami zbrojnymi Emiratu. Szefem sztabu był bolszewik M. Chaniejew. Składały się one aż z 7 armii, liczących ok. 10 tys. ludzi, w tym bolszewickiej 5 Armii pod dowództwem Nikołaja F. Gikały. Oddziały były zorganizowane w kompanie i bataliony. Zostały sformowane kompania gwardyjska, kompania karabinów maszynowych, pluton kawalerii i oddział zwiadowczy. W całym północnym Kaukazie powstała wywiadowczo-dywersyjna sieć Emiratu. Nawiązano bliskie kontakty z powstańcami w Kabardii i Osetii. Dobre stosunki utrzymywano z Gruzją, której władze uznały Emirat, wspierając go uzbrojeniem i wyposażeniem wojskowym. W grudniu udało się usunąć z terytorium Emiratu ostatnie oddziały białych. Władze bolszewickie wspierały finansowo Uzun-Chadżiego, ale wobec oswobodzenia kraju wstrzymały dalszą pomoc. W tej sytuacji od stycznia 1920 r. sytuacja gospodarcza i wojskowa Emiratu zaczęła się gwałtownie pogarszać. Autorytet Uzun-Chadżiego upadł. Żołnierze coraz bardziej dezerterowali. W marcu tego roku emir zgodził się na wejście jego państwa na prawach szerokiej autonomii w skład Rosji bolszewickiej, co doprowadziło do rozpadu struktur państwowych Emiratu.